# Moc oscylatora
Moc oscylatora (także siła oscylatora) – pojęcie w spektroskopii, służące do obliczania momentu przejścia dla cząsteczek wieloatomowych.
Intensywność integralna to parametr, który ułatwia przypisanie pasmu odpowiedniego przejścia elektronowego. Dla molekuł wieloatomowych obliczanie momentu przejścia jest trudne, toteż wprowadzono pojęcie mocy oscylatora. Jest ono oparte na modelu, gdzie układ elektron-reszta molekuły jest traktowany jako oscylator harmoniczny. Model ten pozwala w prosty sposób obliczyć moment przejścia elektronowego – dzięki podstawieniu do równania, na prawdopodobieństwo przejścia między termami, funkcji falowych oscylatora harmonicznego:
{\displaystyle R_{nw}=\int \limits _{-\infty }^{\infty }\psi _{n}^{*}\mu \psi _{w}\,dq=0,}
gdzie:
{\displaystyle R_{n}w} – moment przejścia elektronowego, który określa prawdopodobieństwo absorpcji fotonu.
Za operator μ wstawia się moment dipolowy układu modelowego. Ponieważ układ ma symetrię kulistą, operator μ jest jednakowy dla wszystkich trzech współrzędnych kartezjańskich:
μx = ex,
μy = ey,
μz = ez.
Pochodne momentu dipolowego danego modelu, względem współrzędnych kartezjańskich, są równe ładunkowi elektronu:
{\displaystyle {\frac {d\mu _{x}}{dx}}={\frac {d\mu _{y}}{dy}}={\frac {d\mu _{z}}{dz}}=e.}
Natomiast moc oscylatora jest definiowana jako stosunek integralnej intensywności pasma do teoretycznej integralnej intensywności:
{\displaystyle f={\frac {A_{\mathrm {dosw} }}{A_{\mathrm {teor} }}}=4,33\cdot 10^{-10}\cdot \int \limits _{\mathrm {kontur\ pasma} }\epsilon 'd\nu ,}
gdzie:
{\displaystyle \epsilon '={\frac {1}{cl}}\log \left({\frac {T_{\mathrm {tlo} }}{T}}\right),}
{\displaystyle T} – transmitancja,
{\displaystyle c} – stężenie [mol dm−3],
{\displaystyle l} – grubość warstwy [m],
{\displaystyle v} – częstość pasma [m−1].
Moc oscylatora to specjalny sposób wyrażania intensywności pasma. Jeśli jego wartość jest bliska jedności, to przejście jest dozwolone. Jeśli natomiast jest bardzo niski, rzędu 10−3–10−4, to przejście jest wzbronione i pojawia się w widmie tylko przy naruszeniu głównych reguł wyboru.